# 凯尔·亨里克森
凯尔·亨里克森 （Kjell Henriksen，1938年2月1日—1996年4月3日）是挪威科学家、特羅姆瑟大學教授和极光研究员。由于他在研究极光方面的努力，一个挪威天文台以他的名字命名，即斯瓦尔巴群岛的凯尔·亨里克森天文台（Kjell Henriksen Observatory）。